# Pseudosaproecius ocellatus
Pseudosaproecius ocellatus là một loài bọ cánh cứng trong họ Bọ hung (Scarabaeidae).